# Vườn Abbas Abad
Vườn Abbas Abad (tiếng Ba Tư: باغ عباس اباد, Bāgh-e Abbas Abad) là một vườn Ba Tư lịch sử nằm về phía đông nam của Behshahr, thuộc tỉnh Mazandaran, phía bắc Iran.
Được xây dựng vào khoảng năm 1613, dưới thời trị vì của vua Abbas I, khu vườn là tập hợp các yếu tố kiến trúc thời kỳ Safavid và là ví dụ tuyệt vời về khu vườn Ba Tư với bể nước, đài phun nước, sông, cây cối khiến nó là một trong những khu vườn Ba Tư đẹp và quan trọng nhất. Đây là một trong những nơi ở yêu thích của những nhà cai trị Safavid trong thời gian lưu trú tại Mazandaran.
Khu vườn bị bỏ rơi và dần đi vào quên lãng vào cuối thế kỷ 17 dưới thời Soltan Hosein và Suleiman I. Điều này được cho là xuất phát từ những cuộc nổi dậy người Turkmen ở Golestan. Những phần còn sót lại được tái phát hiện và bảo vệ từ năm 1967. Nó là địa điểm khảo cổ và là một phần của Di sản thế giới Vườn Ba Tư từ năm 2011.